# Лукашевичі

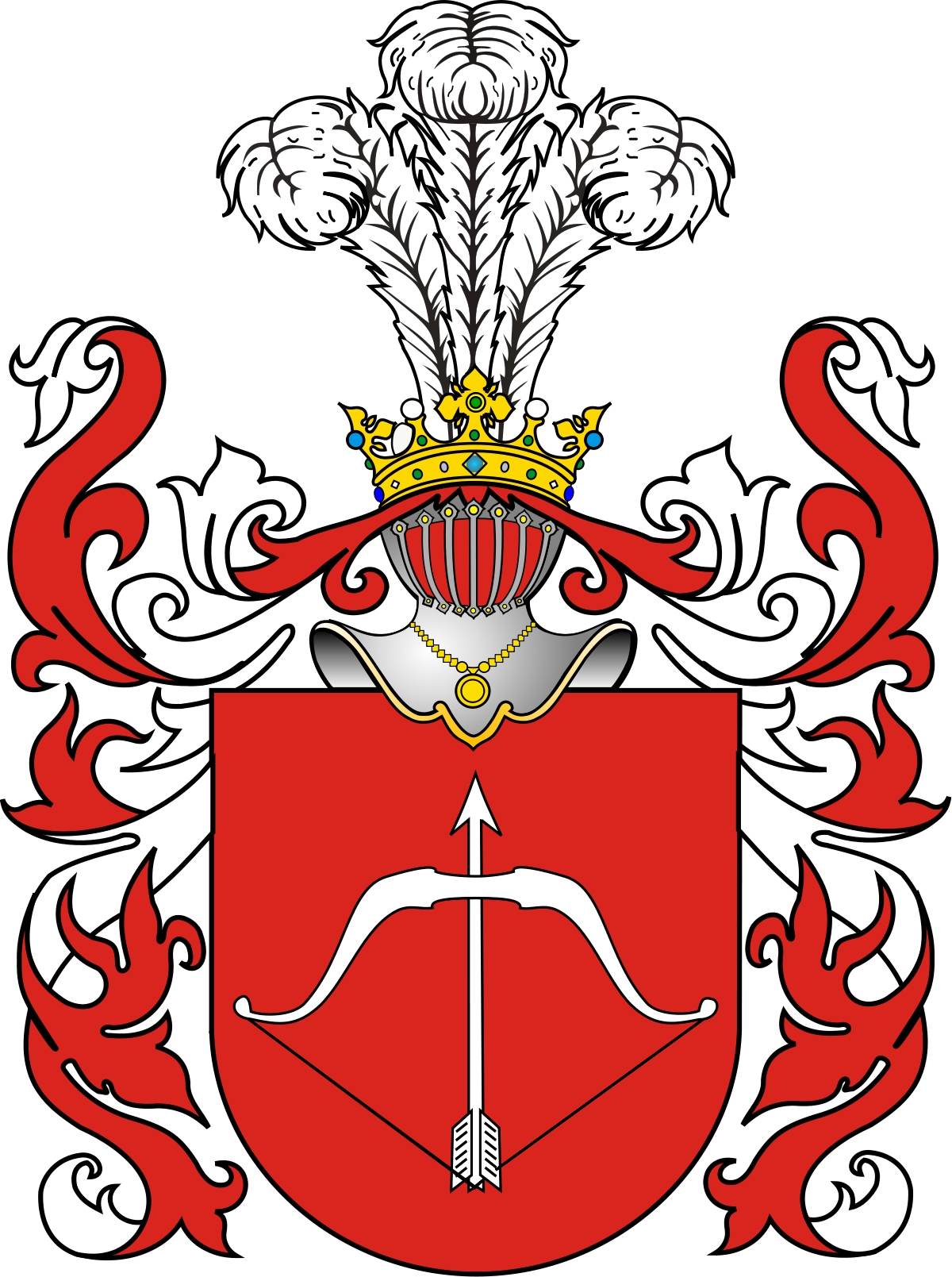
герб лук

Лукашевичі — козацько-старшинський (згодом — дворянський) рід. 
Рід внесений до 2-ї та 3-ї частин Родовідних книг Полтавської та Чернігівської губерній.

## Засновник роду
Походить від Лукаша (Луки) Васильовича Коломійченка (р. н. невід. — п. до 1736), переяславського полкового осавула (1716—33), наказного переяславського полковника (1722—32) і переяславського полкового обозного (1735). Прізвищем його нащадків стало ім’я їхнього предка.

## Генеалогія
- Лукаш (Лука) Васильович Коломійченко
  - Лукашевич Григорій Лукич (р. н. невід. — п. 1752) — Переяславський полковий осавул (1735—52), виконувач обов’язків генерального осавула (1735);
  - Лукашевич Михайло Лукич (бл. 1701 — до 1773) — Переяславський полковий хорунжий (1743—52) та полковий осавул (1752—67). 
    - Лукашевич Лука Михайлович (бл. 1748 — 1797) — Переяславський полковий сотник (1767—69), Переяславський полковий осавул (1769—73) та полковий обозний (1773—79), останній Київський полковник (1779—83), генерал-майор (1790);
      - Лукашевич Василь Лукич (бл. 1783, Бориспіль, тепер Київська область - 16 жовтня 1866) — відомий громадський діяч.

    - Лукашевич Яків Михайлович (бл. 1751 — 1815) — Золотоніський сотник (1772 — імовірно, 1781).

- Лукашевич Василь, сотник другої Лохвицької сотні Лубенського полку (1760—72).
  - Лукашевич Іван Васильович, останній сотник другої Лохвицької сотні Лубенського полку (1772—84).

## Відомі представники
- Лукашевич Платон Якимович (1809—1888), етнограф, фольклорист, мовознавець.
- Лукашевич Іван Якович (1811–1860) — відомий бібліофіл.
- Лукашевич Степан Володимирович (1853—1934) — голова золотоніської земської повітової управи (1890—1907), член 3-ї Держ. думи.
- Лукашевич Микола Павлович

## Інші Лукашевичі
Існує ще один рід Лукашевичів. Він походить від Василя Лукашевича, сотника другої Лохвицької сотні Лубенського полку (1760—72). Його син Іван Васильович займав уряд другого лохвицького сотника після батька 1772—84. Не відомо, чи мають ці роди спільне походження.